# Lasionectes entrichoma
Genre
Espèce
Lasionectes entrichoma, unique représentant du genre Lasionectes, est une espèce de rémipèdes de la famille des Speleonectidae.

## Distribution
Cette espèce est endémique des Îles Turques-et-Caïques. Elle se rencontre dans les grottes anchialines Old Blue Hill Cave et Airport Cave sur Providenciales et Cottage Pond sur North Caicos.

## Publication originale
- Yager & Schram, 1986 : Lasionectes entrichoma, n. gen., n. sp. (Crustacea, Remipedia) from anchialine caves in the Turks and Caicos. Proceedings of the Biological Washington Society, 99, 65–70 (texte intégral).